# Academia de Științe din New York

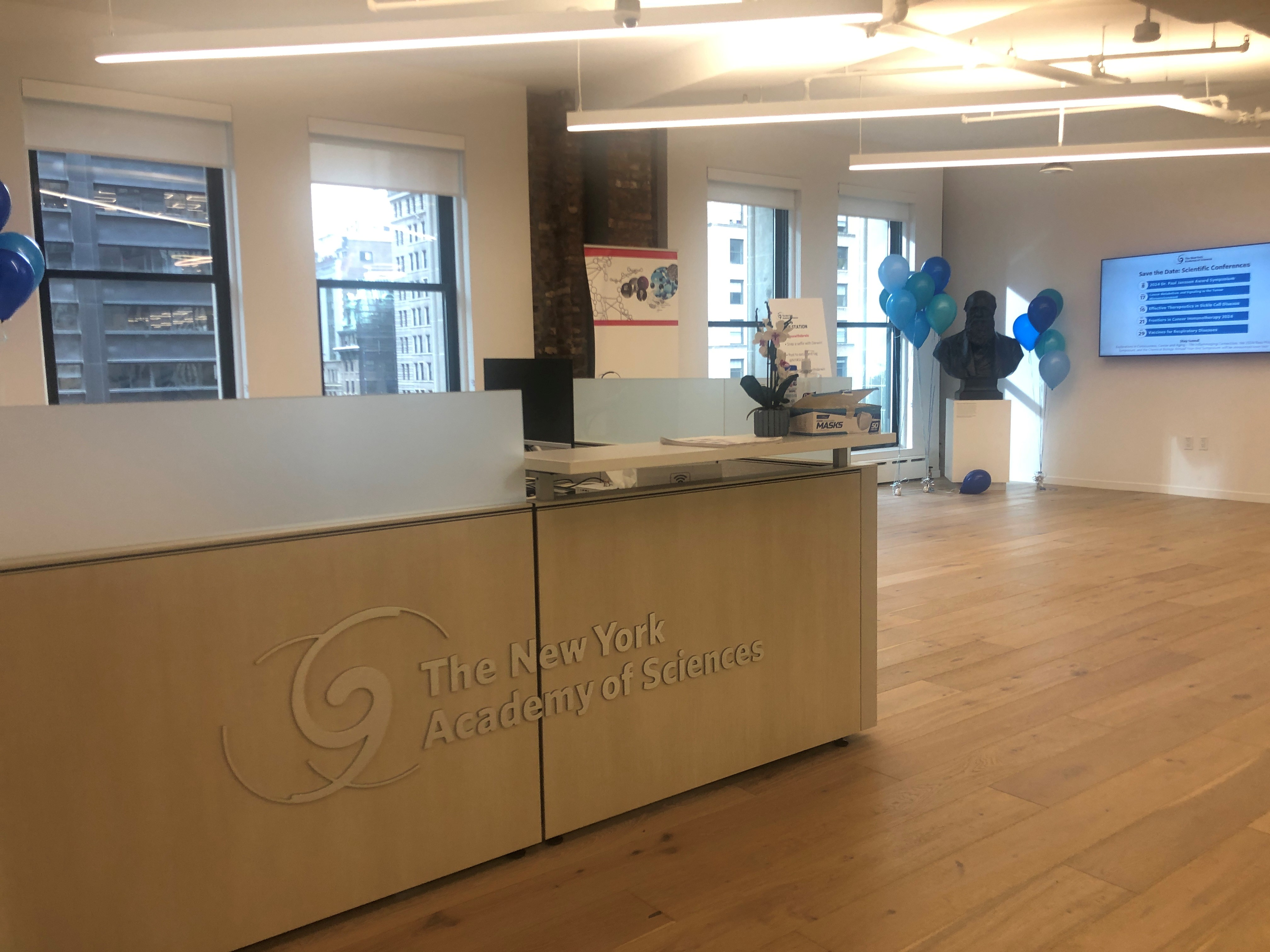
Biroul Academiei de Științe din New York

Academia de Științe din New York (NYAS), fondată inițial ca Lyceum of Natural History în ianuarie 1817, este o societate profesională prestigioasă, nonprofit, care joacă un rol vital în promovarea cercetării și cunoștințelor științifice globale. Fiind a patra cea mai veche societate științifică din Statele Unite, academia a adus contribuții semnificative comunității științifice de peste două secole. Astăzi, se mândrește cu peste 20.000 de persoane din 100 de țări.
NYAS este dedicată promovării alfabetizării științifice, susținerii cercetării inovative și promovării soluțiilor bazate pe știință pentru provocările globale actuale. Academia găzduiește o gamă largă de programe și publică materiale științifice de ultimă oră în diverse discipline, inclusiv științele vieții, științele fizice și științele sociale. În plus, academia abordează subiecte critice interdisciplinare, cum ar fi nutriția, inteligența artificială, explorarea spațială și sustenabilitatea. Prin aceste inițiative, NYAS facilitează schimbul de informații științifice între membrii săi, comunitatea științifică mai largă, mass-media și publicul larg.
Un obiectiv principal al academiei este de a oferi resurse și sprijin cercetătorilor la fiecare etapă a carierei lor, de la oamenii de știință emergenți până la profesioniștii experimentați. În 2020, Nicholas Dirks a fost numit președinte și CEO al academiei, aducându-și vasta experiență în mediul academic și în conducere organizației. Peter Salovey, fostul președinte al Universității Yale, îndeplinește în prezent funcția de președinte al consiliului guvernatorilor, ghidând misiunea și direcția strategică a academiei.
Prin istoria sa de lungă durată, Academia de Științe din New York continuă să fie un reper al excelenței științifice, promovând inovația și colaborarea în întreaga comunitate științifică globală.

## Istorie
Fondată la 29 ianuarie 1817, Academia de Științe din New York a fost numită inițial "Liceul de Istorie Naturală". Prima întâlnire la care a participat fondatorul și primul președinte al academiei, Samuel L. Mitchill, a avut loc la Colegiul Medicilor și Chirurgilor, situat pe strada Barclay, Manhattan. În câteva luni de la prima întâlnire, societatea s-a mutat la sediul actual din New York și și-a început primele activități - găzduirea de prelegeri, colectarea de exemplare de istorie naturală și înființarea unei biblioteci. În 1823, societatea a început să publice propria sa revistă științifică, Annals of the Lyceum of Natural History of New York, care, în 1876, a fost redenumită Annals of the New York Academy of Sciences. Până în 1826, societatea deținea „cea mai bogată colecție de reptile și pești din țară”. Un incendiu în 1866 a distrus colecția. În urma incendiului, academia și-a îndreptat atenția de la colecție și istoria naturală către domeniile mereu specializate ale cercetării și cercetării științifice, sensibilizarea comunității și implicarea în eforturile științifice ale principalelor organizații științifice din New York City. Aceasta a inclus diseminarea informațiilor științifice la toate nivelurile – de la un public curios până la societăți științifice specializate, colegii și universități.
De la început, apartenența la Academia de Științe din New York a fost neobișnuită printre societățile științifice din secolul al XIX-lea, deoarece structura sa democratică permitea tuturor să se alăture, de la laici, la oameni de știință, profesioniști, clinicieni și ingineri. Din acest motiv, membrii au inclus întotdeauna un amestec de oameni de știință, oameni de afaceri, cadre universitare, lucrători guvernamentali și membri ai publicului larg. Membri proeminenți ai scietatii includ președinți ai Statelor Unite (Thomas Jefferson și James Monroe), precum și mulți oameni de știință și savanți remarcabili: Asa Gray (care a servit ca superintendent al academiei începând cu 1836), John James Audubon, Alexander Graham Bell, Thomas Edison, Louis Pasteur, Charles Darwin, Nikola Tesla, Margaret Mead (care a servit o vreme ca vicepreședinte a academiei), Rosalyn Sussman Yalow, Elizabeth Blackburn și Jennifer Doudna. Înainte de 1877, academia admitea doar bărbați, dar pe 5 noiembrie 1877 a ales-o pe Erminnie A. Smith prima femeie membru. Ca membrii, membrii de onoare și membrii corespondenți, societatea a inclus mulți oameni de știință renumiți, inclusiv zeci de laureați ai Premiului Nobel de-a lungul anilor.
Primii membri ai Academiei au jucat un rol major în înființarea Universității din New York în 1831, a Muzeului American de Istorie Naturală în 1869 și a Grădinii Botanice din New York.
Programele și publicațiile Academiei au contribuit semnificativ la discuțiile și progresul științific de-a lungul istoriei sale, incluzând: publicarea unuia dintre primele studii despre poluarea mediului în 1876; realizarea si pulicarea primului studiu științific - The Scientific Survey of Puerto Rico and the Virgin Islands, din 1907 până în 1934; organizarea primei conferințe și publicarea unor lucrări de referinta despre antibiotice în 1945–46; găzduirea unei conferințe și publicarea unor lucrări majore despre efectele cardiovasculare ale fumatului în 1960 și asupra efectelor azbestului asupra sănătății umane în 1964–65; înființarea Comitetului Femei în Știință în 1977; convocarea primei conferințe științifice majore din lume despre SIDA în 1983–1984; și o conferință despre SARS în 2003.
Activitățile mai recente au inclus: reuniuni anuale pe tema machine learning; programe concepute pentru a reduce timpul și costurile cercetării privind boala Alzheimer; programe despre dezvoltarea creierului dinainte de naștere până în copilăria timpurie; organizarea Summitului inaugural privind Facilitarea Științei pentru Obiectivele de Dezvoltare Durabilă (Națiunile Unite) în 2017; și reunirea oamenilor de știință în domeniul climei, a planificatorilor urbani, experților din industrie, factorilor de decizie politică și reprezentanților ONG-urilor pentru o conferință care a marcat aniversarea a 10 ani de parteneriat între New York City Panel on Climate Change, orașul New York și Annals of the New York Academy of Sciences. Jurnalul a publicat trei volume (în 2010, 2015 și 2019) de studii științifice privind schimbările climatice în NYC.
La fel ca majoritatea organizațiilor științifice la începutul anului 2020, academia a îndreptat resursele către programarea legată de pandemia COVID-19, producând peste 35 de programe științifice despre SARS-CoV-2, dezvoltărea de vaccinuri și terapii și metode despre cum să ne pregătim pentru viitoarele focare.
In mai 2023 Academia s-a mutat într-o nouă unitate de la etajul 8 al clădirii United States Realty Building (115 Broadway). 

## Publicații
Analele Academiei de Științe din New York (publicată pentru prima dată sub numele de Annals of the Lyceum of Natural History în 1823) este una dintre cele mai vechi reviste științifice publicate în mod continuu din Statele Unite. Fiecare număr prezintă articole de cercetare originale și/sau recenzii, comentarii și articole de perspectivă. Annals este un jurnal hibrid, adică este disponibil prin abonament de la John Wiley & Sons și peste 30% din lucrări sunt disponibile gratuit prin licențe Creative Commons. Revista este riguros revizuită și este clasată în 2020 pe locul 13 din 73 de reviste în categoria Științe multidisciplinare de către 2020 Journal Citation Reports™ (Clarivate Analytics).
Tranzacțiile Academiei de Științe din New York este o publicație istorică a academiei. Publicată în două serii (Seria 1, volumele 1–16, 1881–1897 și Seria 2, volumele 1–41, 1938–1983), Transactions prezintă lucrările academice și științifice ale diferitelor „Secțiuni” științifice ale Academiei (de exemplu, Secțiunea de Antropologie, Biologie, Fizică și Chimie, Oceanografie și Meteorologie, Matematică și Inginerie, Geologie și Mineralogie și câteva altele), precum și a altor evenimente și lucrări științifice din domeniu. Un jurnal partener al Annals of the New York Academy of Sciences este Tranzacții, care oferă o prezentare asupra lucrărilor științifice ale Academiei.
The Sciences a fost o revistă de știință populară publicată de academie între 1961 și 2001. A făcut o legatura între științe și cultură, câștigând șapte premii National Magazine Awards.
În ultimii 15 ani, aceste publicații precum și arhiva academiei, au fost digitalizate.

## Programe
Frontiers of Science
Academia de Științe din New York organizeaza conferințe interne și internaționale, care acoperă subiecte de ultimă oră, interdisciplinare, inclusiv genetica, chimia și biologia structurală, farmacologie, informatica și sustenabilitatea urbană. Programele academiei Frontiers of Science oferă un forum neutru pentru participanți pentru a face schimb de informații despre cercetarea de bază și aplicată și pentru a discuta despre rolul mai larg al științei, medicinei și tehnologiei în societate. Pe lângă tematica legată de pandemia COVID-19, conferințele recente au explorat și conflictele de interese în științele sănătății și medicină, rasismul în știință și mediul academic, negarea științei, probleme de bioetică și drept în călătoriile în spațiu și profilurile femeilor în eșaloanele de vârf ale științei.
The Global STEM Alliance and the Junior Academy
Prin Global STEM Alliance academic educa mii de studenți în fiecare an și oferă modele de urmat pentru a-i sprijini către cariere STEM. Alianța organizeaza concursuri, sprijină profesorii în dezvoltarea profesională și formează profesioniști STEM pentru a servi ca mentori. Junior Academy este o comunitate din cadrul Academiei de Științe din New York, care își propune să conecteze studenții cu vârste cuprinse între 13 și 17 ani. În fiecare an, 1.000 de studenți din întreaga lume sunt selectați pentru a face parte din program și a concura în provocări de 10 săptămâni.
The Science Alliance
The Science Alliance sprijină cercetătorii aflați la începutul carierei, oferind oportunități antreprenoriale, platforme pentru crearea de rețele personale și profesionale și resurse de învățare.
Nutrition Program
Programul de știință al nutriției al Academiei de Științe din New York sprijină nutriția mamei și a copilului și oferă ghiduri în siguranța si securitatea alimentară.
International Science Reserve
Rezervația științifică internațională (ISR) include membri care oferă resurse stiintifice (de exemplu, secvențierea genomică, talent specializat, laboratoare, baze de date, calcul de înaltă performanță), consiliere și asistență. Este guvernat de un consiliu compus din lideri din industrie, guvern, mediul academic și organizații neguvernamentale. Printre partenerii acestui program se numără IBM, Google și UL.
The Interstellar Initiative
Interstellar Initiative, un program dezvoltat cu Agenția Japoneză pentru Cercetare și Dezvoltare Medicală, promovează colaborarea internațională și interdisciplinară între oamenii de știință aflati la început de cariera. Sub îndrumarea unor cercetători seniori de frunte, echipele dezvoltă planuri de cercetare și propuneri de granturi centrate în științele vieții. Din 2017, Interstellar Initiative a sprijinit peste 170 de oameni de știință și 41 de oameni de știință seniori în calitate de mentori.

## Premii
Premiile Blavatnik pentru tinerii oameni de știință au fost înființate în 2007 de Fundația Familiei Blavatnik. Premiile, administrate de academie, sunt acordate în fiecare an, oamenilor de știință la începutul carierei din SUA, în Marea Britanie și în Israel. Până la sfârșitul anului 2022, Premiile Blavatnik vor recunoaște peste 370 de tineri oameni de știință și ingineri din 47 de țări și au acordat premii în bani fără restricții în valoare totală de 13,6 milioane USD.
Înființat în 2016, Premiul Inovatori în Știință, administrat de academie și sponsorizat de Takeda Pharmaceuticals, premiaza atât un om de știință promițător la începutul carierei, cât și un om de știință remarcabil pentru contribuțiile excepționale la cercetare în domeniile conexe biomedicinei. Câștigătorii primesc fiecare un premiu de 200.000 USD, menit să-și susțină angajamentul față de cercetarea inovatoare.